# رشيد مهدي
رشيد مهدي (1923 - 2008) هو مصور فوتوغرافي سوداني، نشط في عطبرة من الخمسينيات إلى السبعينيات. المصور الفرنسي كلود إيفرني، مؤسس أرشيف ضخم من الصور المخصصة لهذا "العصر الذهبي" للتصوير الضوئي في السودان، وصف مهدي بأنه "بالتأكيد أكثر المصورين الأفارقة تطورًا وأحد أهم المصورين الأفارقة في القرن العشرين." 

## السيرة الذاتية والمسيرة الفنية

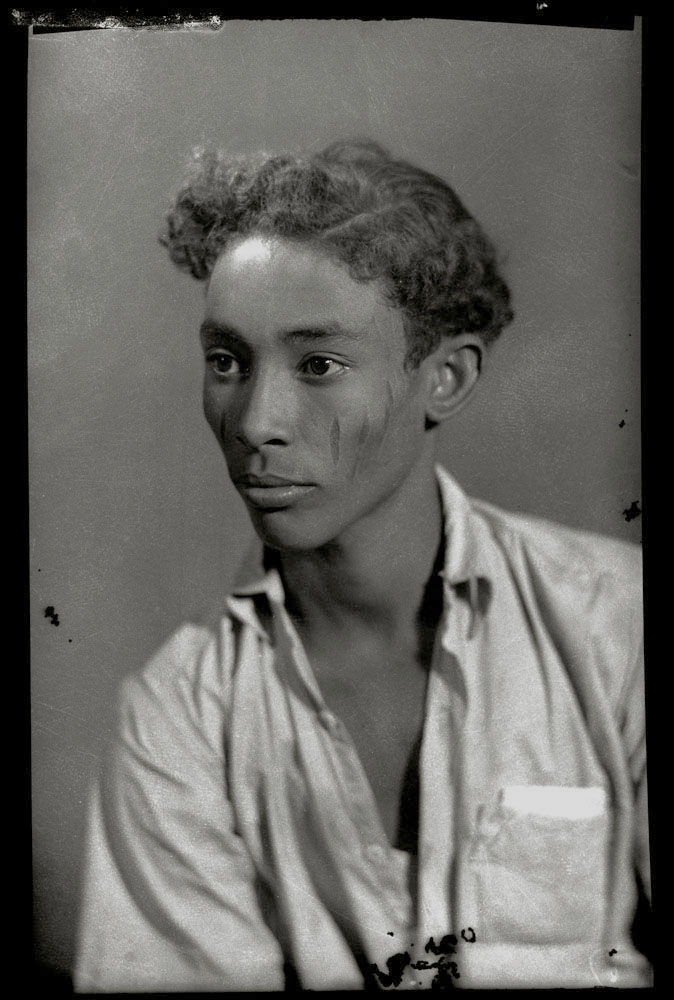
"الرجل ذو الخدوش " لرشيد مهدي

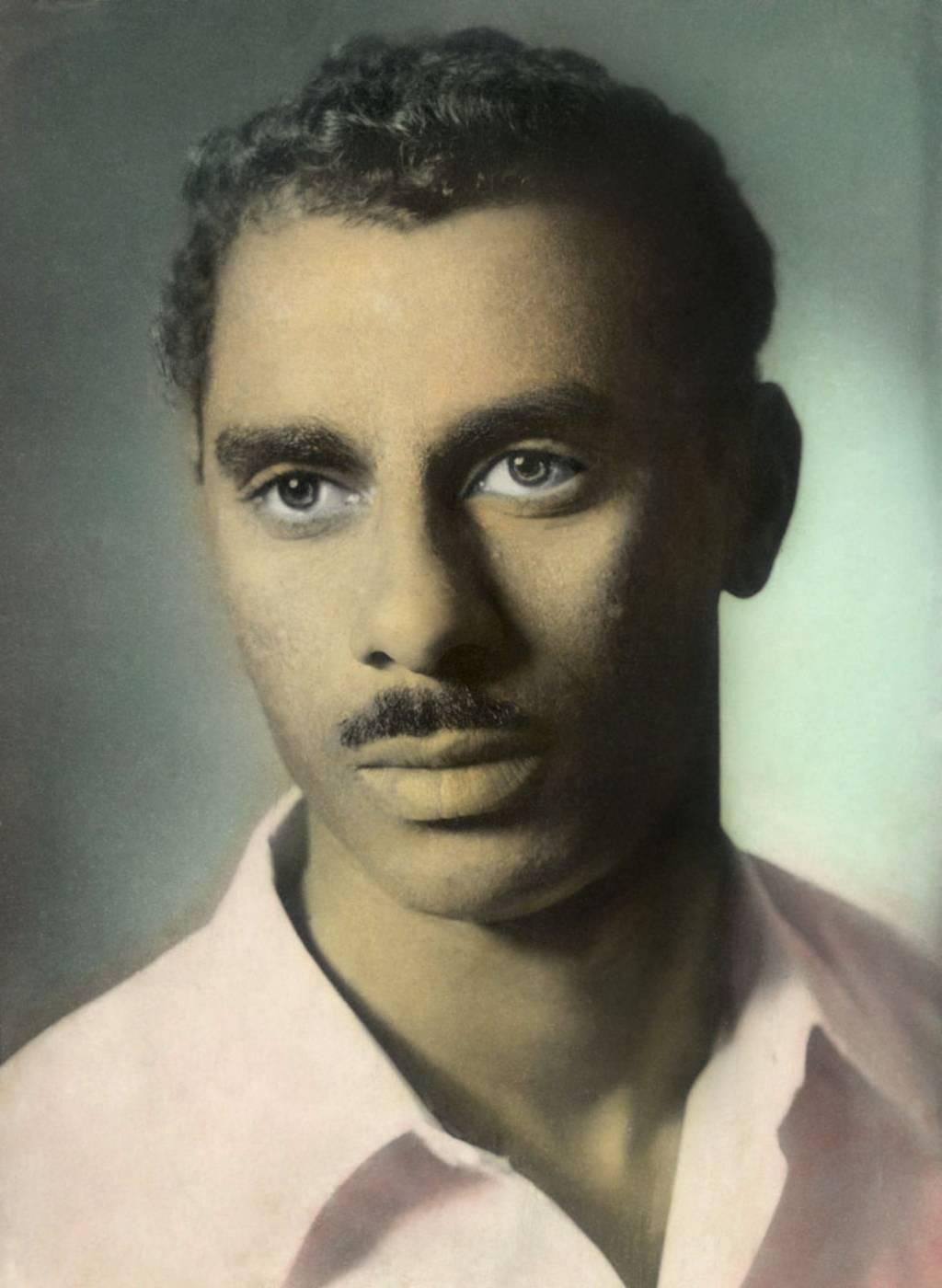
صورة رجل مجهول، لرشيد مهدي، 1960

في البداية، تلقى مهدي تدريبًا على النجارة في الكلية التقنية بأم درمان وكان من المقرر أن يعمل في السكك الحديدية السودانية الاستعمارية. عمل نجاراً لبعض الوقت، إلا أن التصوير الفوتوغرافي جذبه أكثر. بعد التخرج، اشترى أول كاميرا له من مصور يوناني وتعلم ذاتياً التصوير الضوئي. راسل كوداك في لندن من أجل تحسين مهاراته، ودعي لتمثيلهم في القاهرة في مصر وفي عام 1957. 
عمل مهدي مصورًا فوتوغرافيًا في الفترة من الخمسينيات إلى السبعينيات في مسقط رأسه في عطبرة، وكان أحد المصورين السودانيين الأوائل. في عام 1957، افتتح استوديو رشيد للتصوير وأنتج في الغالب صورًا لأفراد أو مجموعات مثل العائلات أو الجنود أو أعضاء الجماعات الدينية. وبمرور الوقت، أصبحت هذه الصور وثائق تاريخية تمثل المظهر الشخصي والموضة السائدة في ذلك الوقت.  علاوة على ذلك، قام المهدي بتوثيق الصناعة والسياسة والحركات المحلية في عطبرة، مركز شبكة السكك الحديدية السودانية، وحركة نقاباتها وأنشطة الحزب الشيوعي السوداني . باستخدام 18 سـم × 24 سـم (7.1 بوصة × 9.4 بوصة) الكاميرا الحاملة، عمل مهدي بالأبيض والأسود ، ولكنه قام أيضًا بتلوين بعض مطبوعاته يدويًا ، وأحيانًا باستخدام تنسيقات كبيرة.  وثق في أحد صوره العدد الهائل لحضور العرض الأول للفيلم الروائي الطويل الأول في السودان المستقل، آمال وأحلام  في المسرح القومي الخارجي بأم درمان عام 1970، من إخراج إبراهيم ملاسي ومع مهدي مدير للتصوير،  
وبعد تقاعد رشيد مهدي، تولى ابنه أمين الرشيد (مواليد 1945) إدارة الاستوديو حتى منتصف التسعينيات. بفضل مجموعته من الصور الفوتوغرافية التي تعود إلى أربعينيات القرن العشرين فصاعدًا، أصبح استوديو رشيد أكبر أرشيف للصور الفوتوغرافية في البلاد، حيث بلغ إجمالي عددها أكثر من أربعة ملايين صورة سالبة. نُشر عدد كبير منها منها على الإنترنت من خلال المشروع الوثائقي ذاكرة السودان . 

## الاستقبال

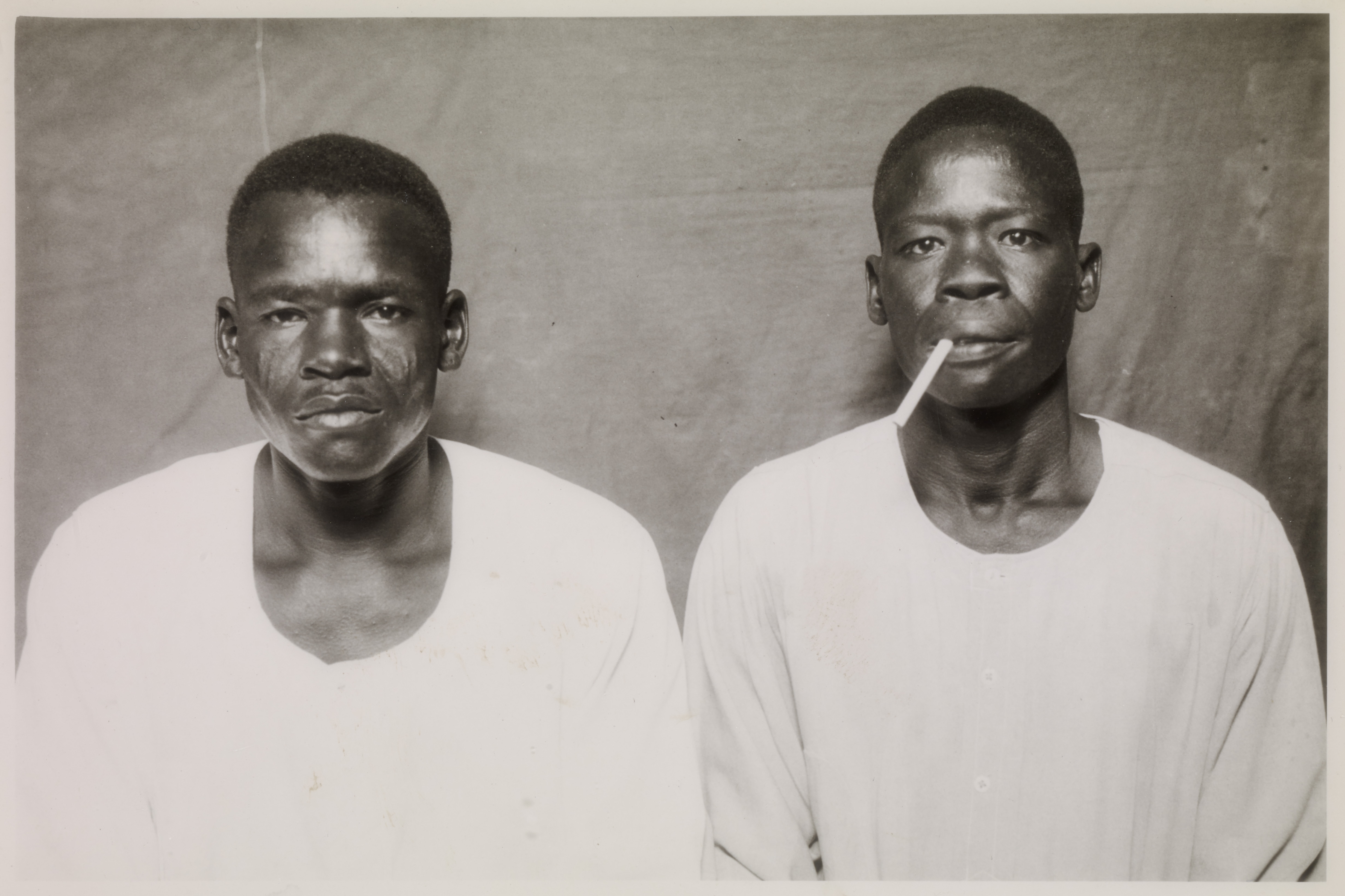
صورة رجلين، للفنان رشيد مهدي

بمناسبة معرضه في غاليري كليمنتين دو لا فيرونيير في باريس، فرنسا، وجزءاً من معرض باريس للصور عام 2011، تميز عمل مهدي بأنه "إتقان الصورة من خلال التدخل في مراحل متعددة، سواء على الصورة السالبة، أو في مرحلة الطباعة."  في العام نفسه، كتبت منصة الفن الفرنسية على الإنترنت TK-21 عن أعمال مهدي: "وضع المهدي في وقت مبكر جدًا بروتوكولًا لإنتاج صور كبيرة الحجم، والذي كان يطبقه بشكل منهجي ودقيق طوال حياته. - رفع المواضيع إلى تأثيرات الضوء الأكثر تفصيلاً، فهو يتقن الصورة من خلال التدخل في مراحل متعددة على الصورة السالبة ثم على الطباعة، وتكشف صوره الدقيقة والمكررة عن مجتمع برجوازي في الشمال [السودان]، مما يؤكد وجوده الاستقلال بسيادة غير متوقعة". 
في مراجعة أكاديمية للمعرض الفني الاستعادي مدرسة الخرطوم: صناعة حركة الفن الحديث في السودان (1945 إلى الوقت الحاضر) في الشارقة ، الإمارات العربية المتحدة ، 2017،  يكتب المؤلف عن التصوير الفوتوغرافي في السودان: "يسلط المعرض الضوء على أعمال اثنين من كبار المصورين الرائدين، رشيد مهدي وجاد الله جبارة ، بالإضافة إلى مصورين آخرين في الاستوديو، [...] في سياق الروابط التاريخية بين التصوير الفوتوغرافي وإنهاء الاستعمار والتمثيل الذاتي. 
المصور الفرنسي كلود إيفيرني، الذي أنشأ أيضًا قصصه الفوتوغرافية الخاصة بالسودان،   وصف التصوير الفوتوغرافي لمهدي وغيره من المصورين في السودان في السبعينيات بأنه "فترة غير معروفة من الحرية الهائلة، عند الذهاب إلى استوديو التصوير كان مثل الذهاب إلى الحانة."  على صفحته على الإنترنت، التي تدعي أنها تقدم مجموعة من حوالي 12000 صورة رقمية من عام 1890 حتى عام 2015،  نشر إيفيرني العديد من الصور الفوتوغرافية لرشيد مهدي، سواء في مجموعة إيفيرني الخاصة أو في مجموعة متحف دو. كاي برانلي في باريس.  وفي مقابلة حول علاقته الشخصية مع المصورين السودانيين وأعمالهم الفنية، قدم إيفيرني الرواية التالية: 
"بدءًا من عام 1983، بدأت الأنظمة المتعاقبة في تطبيق الشريعة الإسلامية. وتعرضت الأيام المجيدة للصورة الحرة في السبعينيات للخطر بشكل أكبر مع الانقلاب العسكري عام 1989. وكان أولئك الذين كانوا في السلطة يدافعون عن شكل متشدد من الإسلام. وعرض تلك الصور على مرأى من الجميع يمكن أن لقد تعرض المصورون لمشاكل خطيرة، حتى أن بعضهم دمر أعمالهم، وقام آخرون بإخفائها محليًا، في ظروف سيئة، واكتشفت هذه الكنوز المخفية في الغرف الخلفية للمتاجر، في أماكن رطبة وخانقة ومغبرة.— المصور الفرنسي كلود ايفيرني، "Discovering Sudanese Photography"

## مشاركاته في المعارض
أبرز المعارض والأعمال هي عرض صور مهدي في لقاءات التصوير الإفريقية في باماكو بمالي عام 2005، وفي معرض شخصي خلال معرض باريس للصور عام 2011، وكذلك في المعرض الاستعادي 2017 "مدرسة الخرطوم" : صناعة حركة الفن الحديث في السودان (1945 – الحاضر)" تقديم مؤسسة الشارقة للفنون ، الإمارات العربية المتحدة . يتم تمثيل أعماله أيضًا في مجموعة متحف برانلي في باريس.

### معارض آخري
- "التصوير سوداني"، أوسين سبرينجكورت / باريس / فرنسا / 2012
- "الرجل الموهوب" المركز الثقافي المصري / باريس / فرنسا / 2011
- "الأضواء السودانية"، لقاءات فوتوغرافية في الفترة العاشرة / باريس / فرنسا / 2011
- "التصوير الضوئي السوداني"، جاليري كليمنتين دو لا فيرونير / باريس / فرنسا / 2011 [18]
- "الأضواء السودانية"، فلاتورفيل / باريس / فرنسا 2011
- "الآفارقة الجدد" / الثقافات الأفريقية / نقاط الالتقاء، باريس / فرنسا / 2007
- "لقاءات فوتوغرافيك" فاس / المغرب / 2006
- "عالم آخر" لا سنترال إليكتريك / بروكسل / بلجيكا / 2006
- - " الملتقى السادس للتصوير الفوتوغرافي الأفريقي " باماكو/مالي/2005

## روابط خارجية
- الصور من ستوديو رشيد للتصوير على موقع sudanmemory.org
- عرض رشيد مهدي على موقع أرشيف الصور الفوتوغرافية على الإنترنت e lnour.org
- صور رشيد مهدي في الأرشيف الإلكتروني لمتحف كيه برانلي-جاك شيراك
- صور رشيد مهدي على artnet.com
- مقال عن رشيد مهدي في مدونة السودان
- فيديو عن رشيد مهدي يرويه ابنه أمين المهدي (باللغة العربية مع ترجمة باللغة الإنجليزية) على اليوتيوب